# Marcelino de Assis Tostes
Marcelino de Assis Tostes, o barão de São Marcelino (Santos Dumont, 2 de junho de 1838 — Juiz de Fora, 13 de maio de 1913) foi um político brasileiro no período imperial.
Foi presidente da província do Espírito Santo, nomeado por carta imperial de 13 de julho de 1880, de 6 de agosto de 1880 a 13 de fevereiro de 1882.